# Deniz Baykal
Deniz Baykal (Adalia, 20 luglio 1938 – Ankara, 11 febbraio 2023) è stato un politico e avvocato turco, leader del partito politico Partito Popolare Repubblicano (CHP) dal 2000 al 2010.

## Biografia

### Studi
Tutto il suo percorso formativo si svolse ad Antalya. Nel 1952 si diplomò all'Atatürk Ortaokulu di Antalya (scuola media) e nel 1955 all'Antalya Lisesi (liceo). Nel 1959 terminò con successo i suoi studi universitari presso l'Università di Ankara laureandosi in giurisprudenza. Nel 1960 iniziò a lavorare come assistente presso la facoltà di scienze politiche all'Università di Ankara. Nel 1963 completò il dottorato presso la stessa università. 
Grazie alla Rockefeller Foundation ottenne una borsa di studio, che gli permise di perfezionarsi all'Università della California e alla Columbia University.

### Decesso
Baykal è morto l'11 febbraio 2023, all'età di 84 anni, per attacco cardiaco.